# 최규현
최규현(2000년 9월 19일 ~ )은 대한민국의 축구 선수로, K리그 1 FC 안양에서 활약 중인 미드필더이다.

## 클럽 경력
최규현은 **숭실대학교** 졸업 후 2023년 K3리그의 포천시민축구단을 통해 성인 프로 무대에 데뷔했다:contentReference[oaicite:1]{index=1}.  
2024년 FC 안양에 입단하였으며, **K리그 2** 23경기에 출전해 1골을 기록, 팀의 리그 우승 및 **K리그 1 승격**에 기여했다:contentReference[oaicite:2]{index=2}.  
2025 시즌 현재 정규리그 6경기에 출전하여 2골을 추가하며 주전으로 활약 중이다:contentReference[oaicite:3]{index=3}.

## 선수 특징 및 평가
- 볼 터치와 패싱 능력이 우수하며, 활동량이 많고 수비력까지 겸비한 박스 투 박스형 미드필더로 평가받는다:contentReference[oaicite:4]{index=4}.
- 전술 이해도가 높아 안양의 3-5-2 전형에서 중원 연결고리 역할을 수행하고 있으며, ’중원의 엔진’으로 기대받고 있다:contentReference[oaicite:5]{index=5}.
- 팀 내에서 U22 후배를 챙기며 세대 간 가교 역할도 수행하는 등 리더십을 겸비하고 있다:contentReference[oaicite:6]{index=6}.

## 기록

### 클럽 통계 (정규리그 기준)
| 시즌 | 리그    | 출전 | 득점 | 도움 |
| ---- | ------- | ---- | ---- | ---- |
| 2024 | K리그 2 | 23   | 1    | 0    |
| 2025 | K리그 1 | 6    | 2    | 0    |
| 합계 | —       | 29   | 3    | 0    |